# Росомачка река
Росомачка река је једна од притока Височице или почетног тока реке Темштице, у општини Димитровград у Пиротском управном округу, источна Србија, на Старој планини, код села Росомач, на око 30 km од Пирота. У најширем смислу она припада сливу реке Нишаве, односно Јужне Мораве, затим Велике Мораве, Дунава, па самим тим и Црноморском сливу.

## Положај
Сливно подручјо Росомачке реке налазе се у југоисточном делу Србије у оквиру подручја јужног дела Старе планине између 43° 07' 16 и 43° 13' 41 северне географске ширине и између 22° 
51' 0 и 23°  0' 43 географске дужине.
У оквиру сливног подручја постоје два насељена места Росомач и Славиња. Сливно подручје Росомачке реке повезана је асфалтним путем 221 који спаја Димитровград са Пиротом преко Радејне, Смиловаца, Изатоваца, Браћеваца, Славиње, Височке Ржане и Рсоваца. До Росомача се долази локалним путевима.

### Сливно подручје
Генерални правац тока Росомачке реке је од севера ка југу, а њено сливно подручје налази се између сливова реке Јеловице, која је главна лева притока Дојкиначке реке (запад), и Воденичке реке (исток).
Од Дојкиначке реке и непосредног слива реке Височице одваја их вододелница која идући од југа ка северу иде преко следећих врхова: Радуловог гувна (955 м н. в.), Росомачког врха (1236 м н. в.), Игиног вртопа (1276 м н. в.), Чуке (1310 м н. в.), Тупанца (1602 м н. в.), а затим преко Штављака излази на државну границу између Србије и Бугарске код врха Добро јутро. Вододелница даље прати државну границу до Бегове куле (1658 м н. в.). Код врха Бегова кула напушта државну границу идући генералним правцем на југ одвајајући слив Росомачке реке од Воденичке и то преко врха Црнак (1592 м н. в.), затим Мешковог рида (1351 м н. в.), Сенокошке чуке (1328 м н. в.), Љиљка (1326 м н. в.), Градишта (1191 м н. в.) па све до Славиње, где је и ушће Росомачке реке у реку Височицу.
Облик слива је издуженог карактера с тим да је у доњем делу слива изузетно сужен и у овом делу нема ни једне притоке.
Укупна површина слива Росомачке реке је 22,9 km².

## Географске одлике
Росомачка река извире као Заношка река на надморској висини од 1.559 метара, испод Бегове куле (1667 m). Под називом Росомача настаје у атару села Росомач, на коти 1068 метара надморске висине у близини српско-бугарске границе спајањем, односно уливањем Царичиног потока у Заношку реку. Као Заношка река Росомача са десне стране прима, на 1.150 m н.в, притоку Шуријину бару. Долине обе реке су дубоке и стрмих страна, највећим делом покривене шумском вегетацијом, изнад које се на развођима јавља травната вегетација. У горњем току реке су се усекле најпре у шкриљцима, а затим у кластичним стенама доњег тријаса.
У средњем току Росомачка река пресеца кречњаке и доломите средњег тријаса, стране речне долине се стрмо издижу изнад корита, притоке су малобројне, кратких токова и јако великих падова.
Низводно Росомачка река протиче кроз село Росомач, по коме је и добила име. Долина Росомачке реке се шири, а стране се одликују блажим нагибима. Такав изглед долине је предиспониран мање отпорном подлогом од различитих кластичних стена (пешчари, глинци, конгломерати) јурске старости.
Даље низводно, долина Росомачке реке јако се сужава и образован је кањон Росомаче како у кластичним, тако и карбонатним стенама.
Укупна дужина Росомачке реке од ушћа па до коте 1.068  m н.в,, односно до споја њених саставница је 8.085 km.
Пад корита Росомачке реке је изражен и у просеку износи 81,43 m/km. По излазу из кањона Росомачке река се улива у Височицу код села Славиње на 720 m н.в.
Улива се у Височицу код села Славиња на 724 m н.в, и поред Дојкиначке реке чини њену најзначајнију притоку. Цео ток се касније улива у Нишаву која припада црноморском сливу.

## Кањон Росомачке реке
Кањон Росомачко грло, познат и као Славоњско грло се простире између села Росомач и Славиња у дужини од неких 500 метара.
Усечен је у услојеним кречњацима јурске старости. Клисура је интересантна по томе што се у њој јављају тзв. Росомачки лонци. То су лонци, који настају карактеристичним процесом вертикалне флувијалне ерозије. Налазе се на местима где река нагло са каскада пада у корито, па се, због велике кинетичке енергије воде, врши удубљивање дела речног корита непосредно иза каскада. Ширина ових лонаца може износити и до 4 м у пречнику.

## Галерија
- Корито реке по излазу из кањона.